# Janet Backhouse
Janet Backhouse, née à Corsham (Wiltshire) en 1938 et morte en 2004, est une conservatrice de bibliothèque et historienne de l'art britannique. Spécialiste des manuscrits médiévaux, elle a particulièrement étudié l'enluminure et notamment celle de la période anglo-saxonne.

## Biographie
Née dans le Wiltshire, Elle suit des études secondaires à la Stonar School de Atworth, puis au Bedford College de Londres. Le 17 septembre 1962, elle entre au British Museum en la qualité d'assistante de conservation au département des manuscrits. Elle publie de nombreux ouvrages sur l'histoire de l'enluminure ainsi que sur des manuscrits célèbres comme l'évangéliaire de Lindisfarne, les Heures de Bedford ou le Bréviaire d'Isabelle la Catholique. Elle termine sa carrière en tant que conservatrice en chef du département des manuscrits de la British Library en 1998.

## Principaux travaux
- The Illuminated Manuscript, Phaidon, 1979
- The Lindisfarne Gospels, 1981
- The Golden Age of Anglo-saxon art, 966-1066, British Museum, London, 1984
- Books of Hours, 1985
- The Luttrell Psalter, 1989
- The Bedford Hours, 1990
- The making of England. Anglo-Saxon art and culture, AD 600-900, 1992
- The Isabella Breviary, 1993
- The Illuminated Page: Ten Centuries of Manuscript Painting in the British Library, 1997
- The Sherborne Missal, 1999
- Medieval Rural Life in the Luttrell Psalter, 2000
- Medieval Birds in the Sherborne Missal, 2001
- Illumination from Books of Hours, 2004